# São Miguel do Fidalgo
São Miguel do Fidalgo is een gemeente in de Braziliaanse deelstaat Piauí. De gemeente telt 3.182 inwoners (schatting 2009).